# Canton d'Aigrefeuille-sur-Maine
Le canton d'Aigrefeuille-sur-Maine est une ancienne division administrative et circonscription électorale française, située dans le département de la Loire-Atlantique (région Pays de la Loire).

## Composition
Les données présentées sont issues des études de l'Insee.
| Nom                                | Code Insee | Intercommunalité                | Superficie (km2) | Population (dernière pop. légale) | Densité (hab./km2) |
| ---------------------------------- | ---------- | ------------------------------- | ---------------- | --------------------------------- | ------------------ |
| Aigrefeuille-sur-Maine (chef-lieu) | 44002      | CA Clisson Sèvre et Maine Agglo | 14,58            | 3 608 (2014)                      | 247                |
| Geneston                           | 44223      | CC de Grand Lieu                | 8,04             | 3 643 (2014)                      | 453                |
| La Planche                         | 44127      | CA Clisson Sèvre et Maine Agglo | 24,42            | 2 542 (2014)                      | 104                |
| Le Bignon                          | 44014      | CC de Grand Lieu                | 27,54            | 3 629 (2014)                      | 132                |
| Maisdon-sur-Sèvre                  | 44088      | CA Clisson Sèvre et Maine Agglo | 17,45            | 2 836 (2014)                      | 163                |
| Montbert                           | 44102      | CC de Grand Lieu                | 28,24            | 3 051 (2014)                      | 108                |
| Remouillé                          | 44142      | CA Clisson Sèvre et Maine Agglo | 21,38            | 1 824 (2014)                      | 85                 |
| Vieillevigne                       | 44216      | CA Clisson Sèvre et Maine Agglo | 51,76            | 3 942 (2014)                      | 76                 |

## Représentation

### Conseillers généraux de 1833 à 2015
| Période | Période      | Identité                                                 | Étiquette                | Qualité |
| ------- | ------------ | -------------------------------------------------------- | ------------------------ | --- |
| 1833    | 1839         | Jean Narcisse Roch (1792-1875)                           |                          | Avocat Propriétaire, maire d'Aigrefeuille                                                                                    |
| 1839    | 1848         | Eugène Alexandre Jollet (1802-1856)                      |                          | Médecin, propriétaire Maire de Vieillevigne                                                                                  |
| 1848    | 1874         | Guillaume Harmange (1798-1893)                           |                          | Armateur et négociant à Nantes                                                                                               |
| 1874    | 1920 (décès) | Marquis Charles-Marie d'Aviau de Ternay (1835-1920)      | Conservateur légitimiste | Maire du Bignon (1871-1919) Président du Cercle Louis XVI à Nantes                                                           |
| 1921    | 1940         | Louis Arthur Henri Marie Chevalier La Barthe (1875-1956) | Conservateur             | Avocat, propriétaire à Nantes Conseiller municipal d'Aigrefeuille Nommé conseiller départemental en 1943                     |
|         |              |                                                          |                          | |
| 1945    | 1961         | Hubert d'Aviau de Ternay (1909-1988)                     | DVD                      | Maire du Bignon (1935-1977)                                                                                                  |
| 1961    | 1998         | Paulette Gandemer                                        | DVD                      | Maire de Vieillevigne (1959-2001)                                                                                            |
| 1998    | 2015         | Bernard Deniaud                                          | PS                       | Agriculteur, syndicaliste paysan Conseiller municipal de Montbert (1983-1989 et 2001-2008) Vice-Président du Conseil Général |

### Conseillers d'arrondissement (de 1833 à 1940)
| Période                                  | Période      | Identité                                    | Étiquette       | Qualité |
| ---------------------------------------- | ------------ | ------------------------------------------- | --------------- | --- |
| 1833                                     | 1842         | M. Coindet                                  |                 | Propriétaire à Vieillevigne                                                                                 |
| 1842                                     | 1848         | M. Pusterle                                 |                 | Juge de paix à Aigrefeuille                                                                                 |
|                                          |              |                                             |                 | |
| 1895                                     | 1915 (décès) | Léon Fleury fils (1849-1915)                | Orléaniste      | Avocat, maire d'Aigrefeuille, propriétaire à Nantes, Président du conseil d'arrondissement                  |
| 1915                                     | 1919         | siège vacant                                |                 | |
| 1919                                     | 1931         | Joseph Cormier (1867-1939)                  | Conservateur    | Ancien chef de bataillon d'infanterie, propriétaire à La Guidoire, maire d'Aigrefeuille                     |
| 1931                                     | 1940         | Marquis Henri d'Aviau de Ternay (1877-1943) | Union nationale | Châtelain de la Pigossière, maire du Bignon                                                                 |
| 1940                                     |              |                                             |                 | Les conseils d'arrondissement ont été suspendus par la loi du 12 octobre 1940 et n'ont jamais été réactivés |
| Les données manquantes sont à compléter. |              |                                             |                 | |

## Démographie
| 1962   | 1968   | 1975   | 1982   | 1990   | 1999   | 2006   | 2011   | 2012   |
| ------ | ------ | ------ | ------ | ------ | ------ | ------ | ------ | ------ |
| 11 411 | 11 818 | 12 950 | 15 556 | 16 964 | 18 077 | 21 745 | 24 070 | 24 376 |